# Lisa van Belle
Lisa van Belle (Zoetermeer, 30 gennaio 2004) è una ciclista su strada e pistard olandese che corre per il Team SD Worx-Protime. Attiva a livello Elite dal 2023, nel 2024 ha vinto la medaglia di bronzo nell'americana ai Giochi olimpici di Parigi.

## Carriera
Nativa di Zoetermeer, nei Paesi Bassi, è sorella di Loe van Belle anch'egli ciclista professionista.
Nell'agosto 2024 ha vinto la medaglia di bronzo nell'americana ai Giochi olimpici di Parigi in coppia con Maike van der Duin.

## Palmarès

### Pista
- 2024

Six Days Rotterdam
- 2025

Campionati europei, Americana (con Maike van der Duin)
Campionati europei Under-23, Omnium Under-23

## Piazzamenti

### Strada
- Vuelta a España

2025: 82°

### Competizioni mondiali
- Campionati del mondo su pista

Ballerup 2024 - Americana: 4ª
- Giochi olimpici

Parigi 2024 - Americana: 3ª

### Competizioni continentali
- Campionati europei su strada

Anadia 2022 - In linea Junior: 35ª
Anadia 2022 - Staffetta mista Junior: 7ª
- Campionati europei su pista

Apeldoorn 2024 - Americana: 5ª
Apeldoorn 2024 - Scratch: 12ª
Heusden-Zolder 2025 - Corsa a eliminazione: 3ª
Heusden-Zolder 2025 - Inseguimento individuale: 5ª
Heusden-Zolder 2025 - Americana: vincitrice
Anadia 2025 - Corsa a punti Under-23: 8ª
Anadia 2025 - Inseguimento individuale Under-23: 3ª
Anadia 2025 - Americana Under-23: 2ª
Anadia 2025 - Omnium Under-23: vincitrice